# Hamlin Garland

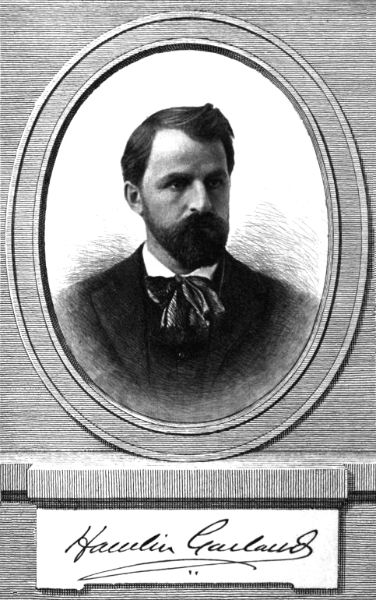
Hamlin Garland

Hamlin Garland, född 14 september 1860 i West Salem, Wisconsin, död 4 mars 1940, var en nordamerikansk författare.
Han studerade till 1876 vid Cedar-valley-seminariet, varefter han fört ett omväxlande liv som jordbruksarbetare, guldsökare, lärare och skriftställare. Hans arbeten innehåller ursprungliga och fängslande natur- och folkskildringar från de västra staterna.

## Böcker (urval)
- Main traveled roads (1890)
- Jason Edwards (1891)
- Prairie folks (1892)
- A spoil of office (s. å.)
- Crumbling idols (1893)
- Rose of dutchers coolly (1895)
- Wayside courtships (1897)
- Spirit of sweet water (1898)
- The captain of the gray horse troop (1902)
- Hesper (1903)
- Light of the star (1904)
- The tyranny of the dark (1905)
- Prairie songs (1894), diktsamling.